# Paysera
Пейсера (лит. Paysera LT, до 2008 — Elektroniniai verslo projektai; до 2016 — EVP International) — литовська комерційна компанія, що надає послуги електронних платежів по всьому світу. Співпрацює з партнерами з більш ніж 184 країн світу.

## Електронна комерція
Основний бізнес компанії — збір платежів в електронній комерції. У Литві Paysera LT збирає платежі від більшості інтернет-магазинів. Загалом компанія збирає платежі з понад 12 000 інтернет-магазинів у країнах Балтії та інших країнах. Технічно збір платежів здійснюється шляхом інтеграції через інтерфейси прикладного програмування (API) або плагіни.

## Історія
У 2006 старт платформи платежів www.mokejimai.lt;
У 2012 Міністерство господарства нагородило компанію «За заслуги в бізнесі» і визнали його кращим в номінації «Лідер інноваційних рішень».
27 вересня 2012 рішенням  Банку Литви надав ліцензію на електронні гроші і право здійснювати діяльність, пов'язану з електронними грошима та платіжними послугами в Литві і в усіх країнах Європейського Союзу. Dодночас почався розвиток за кордоном, система платежів у 2013 році був представлена під іменем «Paysera».
У вересні 2014 адреса сайту Mokėjimai.lt змінена на Paysera.lt.
У 2016 стартував продаж квитків на платформі Paysera Tickets.
У 2018 році компанія запровадила миттєві перекази в євро.
У травні 2019 року пропозиція токенів безпеки (STO) провалилася, зібравши менше половини запланованих коштів (0,5 мільйона). «Paysera» також отримала попередження від Банку Литви про можливе введення інвесторів в оману щодо способу і структури розміщення.
У липні 2019 року компанія оголосила про відкриття центру обслуговування клієнтів у Бухаресті.
У червні 2020 року компанія оголосила про початок роботи в Косово.
У серпні 2020 року компанія стала офіційним платіжним оператором платформи електронної комерції Shopify.
У вересні 2020 року компанія оголосила про запуск торгівлі фізичним золотом.
У 2021 році Національний банк України включив фінтех-компанію до реєстру платіжних систем.
У 2022 році, після нападу Росії на Україну, компанія однією з перших фінансових установ оголосила про закриття рахунків громадянам Росії та призупинення переказів до Росії та з Росії. Компанія запровадила платіжну картку на знак солідарності з Україною.
У 2022 році вона отримала ліцензію Центрального банку Республіки Сакартвело на надання банківських послуг на території країни.